# قلعة توصيلة
 قلعة توصيلة  (بالفارسية: قلعه توصيله، بالإنجليزية: Tawsila Fort) ، قلعة تاريخية تقع في ناحية كوخرد في مقاطعة بستك في غرب محافظة هرمزگان في جنوب إيران.
تقع « قلعة توصيلة» على الحدود الشمالية لضيعة كوخرد، على قمة جبل تسمى بهذا الاسم أي « جبل توصيلة» ، لذلك أخذت القلعة هذا الاسم، لقد بنى هذه القلعة السبئيون الذين كانوا يحكمون المنطقة، يرجع تاريخ بناء القلعة إلى ما قبل الإسلام، وكانت هذه القلعة تشرف على سهول مدينة سيبه التي كانت قائمة في ذلك الزمان، حيث اطلال مدينة سيبه الأثرية قائمة إلى زماننا هذا، في شمال ناحية كوخرد. في أعلى برج القلعة مجموعة من الحراس كانوا يحرسون المدينة.
لقد شيدت القلعة على تلة يصل ارتفاعها إلى 250 متراً، وتتكون من ساحة يحيط بها جدار يحتوي على مدخلين، واحد في جهة الشرق، والآخر في الجهة الجنوبية، لقد اندثرت معالمها.
وفي جهة الشمال الغربي يقبع البرج، وهو عبارة عن بناء دائري له مدخل صغير يتوسطه باب خشبي. أن البرج يطل على القلعة وسهول القرية من جهة الشمال،
شيدت درجاته القلعة من الحجر الصخري، وكان الحرس يستخدمونه في صعودهم من خلال حبل يتدلى من أعلى، ويرفع من جديد لأعلى في حالة الانتهاء من الصعود، وتوجد ثلاث نوافذ، كان الحراس في داخل البرج يراقبون من خلالها كل المنطقة من كل الجهات، وبجانب هذه النوافذ كانت هناك نوافذ أخرى صغيرة موزعة على الجدران بارتفاعات ومسافات مختلفة بهدف المراقبة والدفاع، وعند أي هجوم على المنطقة، كان الحارس يطلق عياراً نارياً ما يجعل السكان يهبون ويتخذون مواقعهم الدفاعية.
لقد كان السكان قديماً كانوا يعتمدون في حياتهم على الزراعة في وجود عيون الماء التي كانت تتفجر وتجري في الوديان، والإفلاج كفلج:(  ترنه)و (باراو كوخرد). القلعة تقع على الحدود الشمالية لمدينة كوخرد، الواقعة على قمم الجبال بين سلسلة جبال الناخ في القسم الشمالي على بعد 150 متراً من ضيعة كوخرد، ويعود تاريخ بناء قلعة آماج إلى عهد الساساني.

## وصلات خارجية
- التقسيمات الادارية لمحافظة هرمزگان
- التقسيمات الادارية لمحافظة هرمزگان (بلده كوخرد)